# Liga II 2006-2007
Il campionato di Liga II di calcio 2006-2007 è stato il secondo livello del campionato rumeno, ed è stato vinto da Delta Tulcea per la Serie I e il U Cluj per la Serie II.
Si sono qualificate per la Liga I come da regolamento anche le seconde classificate dei gironi, il FC Gloria Buzău per la Serie I e il Dacia Mioveni per la Serie II.

## Serie I
|  | Pos. | Squadra            | Pt | G  | V  | N  | P  | GF | GS | DR  |
|  | ---- | ------------------ | -- | -- | -- | -- | -- | -- | -- | --- |
|  | 1.   | Delta Tulcea       | 64 | 34 | 19 | 7  | 8  | 71 | 40 | +31 |
|  | 2.   | Gloria Buzău       | 62 | 34 | 18 | 8  | 8  | 56 | 38 | +18 |
|  | 3.   | Petrolul Ploiești  | 59 | 34 | 17 | 8  | 9  | 54 | 37 | +17 |
|  | 4.   | Forex Braşov       | 56 | 34 | 17 | 5  | 12 | 45 | 28 | +17 |
|  | 5.   | Bacău              | 52 | 34 | 17 | 9  | 8  | 39 | 21 | +18 |
|  | 6.   | Dunărea Galați     | 51 | 34 | 14 | 9  | 11 | 34 | 33 | +1  |
|  | 7.   | Otopeni            | 51 | 34 | 14 | 9  | 11 | 38 | 30 | +8  |
|  | 8.   | Sportul Studențesc | 50 | 34 | 13 | 11 | 10 | 45 | 49 | -4  |
|  | 9.   | Dunărea Giurgiu    | 49 | 34 | 13 | 10 | 11 | 47 | 35 | +12 |
|  | 10.  | Brașov             | 47 | 34 | 12 | 11 | 11 | 48 | 38 | +10 |
|  | 11.  | Botoșani           | 46 | 34 | 13 | 7  | 14 | 37 | 38 | -1  |
|  | 12.  | Prefab 05 Modelu   | 45 | 34 | 12 | 9  | 13 | 46 | 45 | +1  |
|  | 13.  | Săcele             | 43 | 34 | 11 | 10 | 13 | 34 | 43 | -9  |
|  | 14.  | Câmpina            | 42 | 34 | 11 | 9  | 14 | 33 | 32 | +1  |
|  | 15.  | Cetatea Suceava    | 40 | 34 | 10 | 10 | 14 | 43 | 50 | -7  |
|  | 16.  | Snagov             | 29 | 34 | 8  | 5  | 21 | 29 | 75 | -46 |
|  | 17.  | Chimia Brazi       | 26 | 34 | 7  | 5  | 22 | 30 | 57 | -27 |
|  | 18.  | Brăila             | 22 | 34 | 4  | 10 | 20 | 20 | 60 | -40 |

      Promossa in Liga I 2007-2008

      Retrocesse in liga III 2007-2008

Tre punti a vittoria, uno a pareggio, zero a sconfitta.
La classifica viene stilata secondo i seguenti criteri:
- Punti conquistati
- Punti conquistati negli scontri diretti
- Differenza reti negli scontri diretti
- Reti realizzate negli scontri diretti
- Goal fuori casa negli scontri diretti (solo tra due squadre)
- Differenza reti generale
- Reti totali realizzate
- Fair-play ranking

## Serie II
|  | 1.  | U Cluj              | 72 |
|  | 2.  | Dacia Mioveni       | 60 |
|  | 3.  | Râmnicu Vâlcea      | 59 |
|  | 4.  | Unirea Alba Iulia   | 54 |
|  | 5.  | Minerul Lupeni      | 52 |
|  | 6.  | Gaz Metan Mediaș    | 51 |
|  | 7.  | Caracal             | 49 |
|  | 8.  | ISCT                | 47 |
|  | 9.  | Poli II Timișoara   | 46 |
|  | 10. | Corvinul Hunedoara  | 46 |
|  | 11. | Târgoviște          | 46 |
|  | 12. | CSM Reșița          | 46 |
|  | 13. | Bihor Oradea        | 46 |
|  | 14. | CFR Timișoara       | 45 |
|  | 15. | Building Vânju Mare | 41 |
|  | 16. | Minaur Baia Mare    | 35 |
|  | 17. | Unirea Dej          | 27 |
|  | 18. | Auxerre Lugoj       | 25 |

Legenda:

      Promossa in Liga I 2007-2008

      Retrocesse in liga III 2007-2008

Tre punti a vittoria, uno a pareggio, zero a sconfitta.
La classifica viene stilata secondo i seguenti criteri:
- Punti conquistati
- Punti conquistati negli scontri diretti
- Differenza reti negli scontri diretti
- Reti realizzate negli scontri diretti
- Goal fuori casa negli scontri diretti (solo tra due squadre)
- Differenza reti generale
- Reti totali realizzate
- Fair-play ranking

## Verdetti
- Promosse in Liga I: Delta Tulcea, Dacia Mioveni, U Cluj, FC Gloria Buzău
- Retrocesse in Liga III: Building Vânju Mare, FC Baia Mare, Unirea Dej, Auxerre Lugoj, Cetatea Suceava, FC Snagov, Chimia Brazi, CF Brăila